# Vyšší dívčí škola v Praze
Vyšší dívčí škola v Praze byla první pokračovací škola pro dívky v českých zemích, založená pražským magistrátem přičiněním purkmistra Františka Václava Pštrosse roku 1863 v Praze na Novém Městě pražském jako tříleté (později čtyřleté) učiliště. V nové budově ve Vodičkově ulici působila v letech 1867–1945, dnes tam sídlí základní škola.

## Počátky a sídla
Byla založena z podnětu emancipačních snah českých obrozenců kolem Vojty Náprstka a Marie Riegrové-Palacké a podle koncepce Viléma Gablera roku 1863 jako první veřejná městská pokračovací škola pro dívky v českých zemích. Předcházela ji tři založení: Spolek svaté Ludmily z roku 1844 a dvě soukromé dívčí školy, založené v 50. letech. Německou Höhere Töchterschule ve Vlašské ulici na Malé Straně vedla Jenny Kirschbaumová, vyučovaly se tam na dvě desítky předmětů v pěti odděleních. Izraelitská dívčí škola sídlila na Starém Městě v Celetné ulici č.1.
Česká vyšší škola původně sídlila na Novém Městě ve školních prostorách bývalé piaristické koleje v Panské ulici, dále v Hopfenštokové (dnešní Navrátilově) ulici a koncem roku 1867 se přestěhovala do nové novorenesanční budovy čp. 683/II až 684/II na rohu Vodičkovy a Školské ulice, kterou projektoval Vojtěch Ignác Ullmann, alegorickými postavami a sgrafittem ji vyzdobil Josef Scheiwl. Ullmann jako první architekt v Praze uplatnil ve výzdobě fasády sgrafita, která později jako charakteristický prvek české novorenesance používal Antonín Wiehl. Budova ve Vodičkově ulici je chráněna jako kulturní památka.

## Vyučování
Školu navštěvovaly dívky po absolvování pěti ročníků školy obecné; od školního roku 1887–1888 byla otevřena také pětiletá přípravka. Zápisné stálo dva zlaté a výuka se platila pět zlatých měsíčně, bez výjimek.
Škola měla šest ročníků, stejně jako tehdejší gymnázia. Vyučovacím jazykem byla čeština, od 1. ročníku se vyučovala také němčina, od 2. ročníku francouzština, v 5. a 6. ročníku byl výběr z dalších volitelných jazyků: ruského, polského a anglického. Vyučovaly se zde jak praktické ženské předměty (vaření, šití včetně šití na stroji, vyšívání, domácí hospodářství, zdravověda, péče o dítě), tak teoretické: římskokatolické náboženství, počty, zeměpis, přírodopis, estetika, krasopis, zpěv, hra na klavír a kreslení. Nepovinným předmětem byl tělocvik, který sestával z cvičení prostných, pořadových, na nářadí a z kolektivních her.

## Žákyně
Podle statistiky škola v prvních 25 letech přijímala žákyně z celé střední Evropy, z Balkánu (Bosna, Bulharsko, Srbsko), pět žákyň bylo z Ruska a jedna z Ameriky, v prvním roce trvání jich bylo zapsáno 92 a k roku 1888 již 377.. Žákyně přicházely pouze z rodin středních a vyšších společenských vrstev, protože musely platit školné. Jejich společenský statut vyplývá například z osnov předmětu domácí hospodářství, které zahrnovaly instrukce, jak se chovat k čeledi (služebnictvu)

### Filantropická družina
Absolventky, které se chtěly dále starat o rozvoj svůj i své komunity, vytvořily Filantropickou družinu, která formou sbírek a dobročinných bazarů podporovala sirotky, nemajetné žákyně a absolventky, šířila osvětu formou přednášek, kulturních a společenských setkání. Přidruženými a přispívajícími členy se směli stát i muži, často to byli kněží. Družina od roku 1899 vydávala tiskem výroční zprávy.

### Významné absolventky
- Karla Absolonová-Bufková
- Anna Bayerová
- Libuše Bráfová
- Zdenka Braunerová
- Ema Destinnová
- Erna Grünfeldová
- Kristina Haunerová
- Zdeňka Havlíčková
- Bohuslava Kecková
- Hana Kvapilová
- Anna Lauermannová-Mikšová
- Růžena Nasková
- Růžena Svobodová
- Hedvika Vlková
- Jaroslava Vobrubová-Koutecká
- Jaroslava Vondráčková

## Pedagogové

### Významní ředitelé
- Vilém Gabler
- Bedřich Frida – bratr Jaroslava Vrchlického
- František Táborský – vyučoval češtinu a němčinu

### Učitelé
- Josef Šolín – vyučoval matematiku
- Adam Královec – katecheta
- ThDr. Eduard Knobloch (1840–1914) – katecheta, farář u Matky Boží před Týnem
- Václav Nykles (1821–1896) – katecheta
- Barbora Markéta Eliášová – vyučovala angličtinu
- Marie Janků-Sandtnerová – vyučovala vaření a základy zdravé výživy
- Petr Mužák – vyučoval krasopis
- prof. Jan Gebauer – vyučoval český jazyk a dějepis
- František Věnceslav Jeřábek – vyučoval český jazyk, dějepis a estetiku
- Otakar Hostinský – vyučoval estetiku a různé předměty
- Soběslav Pinkas – vyučoval kreslení
- Alois Bubák – vyučoval kreslení
- Anna Sequensová – vyučovala kreslení
- Arch. Otakar Novotný (1912–1914) – vyučoval kreslení
- Josef Kalousek – vyučoval dějepis a zeměpis
- Bedřich Frida – vyučoval dějepis a zeměpis
- Karel Starý (1831–1899) vyučoval přírodopis
- Emanuel Boleslav Tonner (1830–1900) – vyučoval dějepis a zeměpis
- Josef Vítězslav Šimák – vyučoval dějepis
- Ferdinand Heller – vyučoval zpěv
- Josef Leopold Zvonař (1863–1864) – vyučoval zpěv
- Augusta Sladkovská – třídní učitelka
- Ludovika Čelakovská – třídní učitelka

Zdroj: